# Партия молодых друзей небесного пути
Партия молодых друзей небесного пути (ПМДНП, кор. 조선천도교청우당?, 朝鮮天道敎靑友黨?) — одна из трёх политических партий в КНДР.
Партия ставит перед собой задачи «строительства счастливого края для народных масс, где все члены общества живут в согласии и сплочены, где имеется высокоразвитая самостоятельная национальная экономика и процветает национальная культура».
Численность партии 10 тыс. членов (2002). 
Бывший председатель ЦК партии — Рю Ми Ён (류미영) (2006—2016). Действующий председатель ЦК партии — Ри Мён Чхоль.

## История
Основана 5 февраля 1946 года. К концу 1947 года в её составе было около 200 тысяч членов. Первоначально партия считалась независимой организацией, но поддерживала постоянные контакты с находившимся в Сеуле руководством Чхондогё, сторонников которой она объединяла. Возглавлял партию Ким Даль Хён. Руководство же это ориентировалось на лисынмановский режим и крайне негативно относилось к Северу. 29 января 1948 года на совещании руководства секты в Сеуле было принято решение организовать в Пхеньяне 1 марта, в годовщину произошедшего в 1919 г. антияпонского восстания, антикоммунистическое выступление. В результате раскрытия заговора многие руководители партии были арестованы. Ким Даль Хён, не поддержавший выступление, сохранил за собой пост руководителя организации.
После событий марта 1948 года ряд антикоммунистически настроенных активистов партии Чхонудан создали нелегальную организацию «Рёнухве» («Общество друзей добрых духов»). Ячейки общества занимались не только пропагандой, но и террористическими операциями против новой власти. Особенно активной стала вооруженная борьба после начала Корейской войны, летом и осенью 1950 г. Например, только в уезде Чунхва провинции Пхёнан-Намдо, в котором местная организация «Рёнъухве» пользовалась большим влиянием и отличалась особой воинственностью, боевиками было проведено 4 похищения оружия и военной формы, 5 нападений на полицейских или солдат и офицеров КНА, а также налет на уездный призывной пункт. В октябре 1950 г., во время наступления на этот район американских войск, боевики «Рёнухве» совершили налеты на воинские склады и правительственные учреждения и оказали поддержку наступающим. Официальные структуры партии Чхонъуданъ в ходе войны старались продемонстрировать новому режиму свою полезность. При этом многие из членов партии ушли на Юг, численность партии сильно уменьшилась.
Около 1954 года была прекращена выплата государственных дотаций партии Чхонудан. Основные доходы партии давала принадлежащая ей типография и железоделательная мастерская. В августе 1956 г. заведующий орг. отделом партии Чхонудан Пак Син Док назвал следующие цифры численности партии: летом 1956 г. в партии Чхонудан было 1742 члена (на 50 человек меньше, чем в предшествующем году), а число сторонников Чхондогё Пак Син Док оценивал в 6-10 тысяч человек. Ким Даль Хён в 1957 году даже получил пост министра без портфеля.
В ходе ужесточения политического режима КНДР в 1958 году руководство двух легальных партий (Чхонудан и Демократической партии Кореи) подверглось арестам.
Кореевед А. Н. Ланьков отмечает, что на сегодняшний день полностью подконтрольна ТПК. Согласно официальному сайту КНДР, партия состоит главным образом из крестьян — последователей религии Чхондогё. Она поставила своей целью выступать против «агрессии и кабалы империализма», за национальную самостоятельность, участвовать в деле строительства богатого и сильного демократического государства на основе патриотической идеи «служения Отечеству и успокоения народа» и самостоятельного духа «отпора агрессии Запада и Японии».
По данным ЦРУ в 2006 году, партия остаётся под контролем Трудовой партии Кореи.

## Руководство
По состоянию на 2001 и 2012 год председателем центрального комитета партии была Рю Ми Ён. По состоянию на 2014 год она также была членом президиума Верховного народного собрания, по состоянию на 2010 год председателем Центрального руководящего комитета Корейской ассоциации чондоистов (в 2010 году) и по состоянию на 2012 год председателем Совета по воссоединению народа Тангун. 
Рю Ми Ён умерла в ноябре 2016 года, оставив этот пост вакантным. По состоянию на 2019 год заместителем председателя центрального комитета партии был Ри Мён Чхоль, ранее эту должность занимал Юн Чжон Хо. С 2021 года Ри Мён Чхоль является председателем центрального комитета.
Председатели ЦК ПМДНП:
- 1945 - 19?? — Ким Даль Хён
- 1986 - 1989 — Чхве Док Син
- 1989 — 23 ноября 2016 — Рю Ми Ён
- 2016 - 2021 — ?
- 2021 - н.в. — Ри Мён Чхоль